# VS.シリーズ
VS.シリーズ（バーサスシリーズ）は、カプコンのキャラクターが、他社のキャラクター達と対戦する2D対戦型格闘ゲームの総称である。カプコン以外のメーカーが作成した、類似のコンセプトのゲームも併せて記述する。
大きく分けて2つのシリーズが存在する。
1. マーベル・コミック社のキャラクターとカプコンキャラクターが戦うVS.マーヴルシリーズ。
2. SNK社のキャラクターとカプコンキャラクターが戦うVS. SNKシリーズ。

狭義のVS.シリーズとしては1.のみを指すこともあり、2.は区別のため「カプエスシリーズ」という通称も存在する。また、1.の流れを組む作品として、竜の子プロダクションのキャラクターとカプコンキャラクターが戦う作品も制作されている（VS. タツノコを参照）。

## マーヴル
ゲームタイトル内の“マーヴル”は、発売当時の"MARVEL"のカナ表記による。
『エックス・メン チルドレン オブ ジ アトム』や『マーヴル・スーパーヒーローズ』の後継作に当たり、システム上の特徴として、高さ数画面分にも及ぶ「スーパージャンプ」や空中で独特な連続技を決める「エリアルレイヴ」（国外版では「AIR COMBO」、また『エックス・メン チルドレン オブ ジ アトム』ではブラックコンボと呼ばれていた）などを受け継いでいる。またハイパーコンボなど超必殺技のド派手な演出が売りの一つであり、シリーズを重ねるごとに演出も派手さを増していっている。

### 発売
※プラットフォームは『MARVEL VS. CAPCOM 3』『マーベル VS. カプコン:インフィニット』以外はすべてアーケードゲーム。（）内はタイトル毎の主なシステムや特徴
- VS.マーヴルの原型となった作品
  - エックス・メン チルドレン オブ ジ アトム （豪鬼（『スーパーストリートファイターIIX』）がゲスト出演）
  - マーヴル・スーパーヒーローズ （エリアルレイヴ、日本版のみアニタ（『ヴァンパイア ハンター』）がゲスト出演）
- X-MEN VS. STREET FIGHTER （タイトルにVS.がついた初の作品、ヴァリアブルアタック、ヴァリアブルカウンター、ヴァリアブルコンビネーション）
- マーヴル・スーパーヒーローズ VS. ストリートファイター （イージーモード、ヴァリアブルアシスト、日本版のみ憲磨呂（日本テレビ『とんねるずの生でダラダラいかせて!!』とのタイアップで木梨憲太郎（木梨憲武）がデザイン）がゲスト出演）
- MARVEL VS. CAPCOM CLASH OF SUPER HEROES （ヴァリアブルクロス、スペシャルパートナー）
- MARVEL VS. CAPCOM 2 NEW AGE OF HEROES （それまでのCPS-2基板からNAOMI基板に移行、ドリームキャストとの連動、ディレイドハイパーコンボ）
- MARVEL VS. CAPCOM 3 Fate of Two Worlds
  - ULTIMATE MARVEL VS. CAPCOM 3
- マーベル VS. カプコン:インフィニット

### 移植、再版ほか
- X-MEN VS. STREET FIGHTER EX EDITION（PlayStation）
- MARVEL SUPER HEROES VS. STREET FIGHTER EX EDITION（PlayStation）
- MARVEL VS. CAPCOM CLASH OF SUPER HEROES EX EDITION（PlayStation）
  - これら「EX EDITION」3作品は、PlayStationのメモリ性能の関係上、キャラクターの交代が基本的にできなくなっている代わりに、システムなどに細部のアレンジが施されている。
- MARVEL VS. CAPCOM 2 -New Age of Heroes- モデムパック（PlayStation 2）
- マーベルVSカプコン ファイティングコレクション アーケードクラシックス
  - アーケードゲームが初出のシリーズ6作品の他、ベルトスクロールアクションの『パニッシャー』も収録。

## タツノコ
システムは主にVS.マーヴルシリーズのものを受け継いでいる。

## ナムコ
NAMCO x CAPCOM
ナムコが発売した、カプコンとナムコのキャラクターがクロスオーバーする作品。ジャンルはシミュレーションRPGであるが、コンセプトは上記作品と同様である。
ストリートファイター X 鉄拳
ストリートファイターシリーズと鉄拳シリーズのキャラクターが共演する作品。カプコン側の発売となっている。同時にナムコからは「鉄拳 X ストリートファイター」が計画していたが、現段階で未定。2016年にバンダイナムコエンターテインメントからリリースされた『鉄拳7 FATED RETRIBUTION』に豪鬼が参戦。ゲストキャラクターではなく、『鉄拳』の世界に深く関わる人物として登場している。

## その他
対戦 ネットギミック カプコン&彩京オールスターズ
彩京の麻雀ゲーム『対戦ホットギミック』をドリームキャスト向けにアレンジしたもの。カプコンと彩京のキャラクターが共演する。カプコンと彩京の共同制作としては『ガンバード2』『ガンスパイク』に続く3作目となる。
また、カプコンは他社と協力してアーケードタイトルをリリースする「パートナーシッププロジェクト」の一環として、上記以外にも『ギガウイング』『マーズマトリックス』（タクミ）、『グレート魔法大作戦』（エイティング）、『プロギアの嵐』（ケイブ）などを発売した。
Sammy vs CAPCOM（仮称）
サミーとのコラボレーションであり、2003年に製作発表されたが発売中止となった。